# 昭和神聖会
昭和神聖会は、1934年（昭和9年）7月22日に東京・九段の軍人会館で発足した、大本系の救国運動を目的とする団体。統管は、出口王仁三郎、副統管は、内田良平と出口宇知麿。1935年（昭和10年）第二次大本事件により王仁三郎が投獄されてからは活動は停滞、休止した。

## 経緯
出口王仁三郎は1924年（大正13年）2月、第一次大本事件による責付出獄中に日本を脱出して、モンゴル地方へ行き盧占魁（ろせんかい）という馬賊の頭領とともに活動するが、同年6月パインタラにて張作霖の策謀により落命寸前の危機となる（パインタラの法難）も、王仁三郎とともに活動した植芝盛平を始め、日本人6人は無事難を逃れ、翌月帰国する。
この間、黒龍会の内田良平と親交。内田はのち昭和神聖会の副統管になる。
1934年（昭和9年）7月22日、軍人会館（現：九段会館）において、社会運動の団体「昭和神聖会」を結成。宣言文は以下のごとくであった。
賛同者は800万人を超えるなど、幅広く様々な活動を展開するが、当局は出口の意図を、国家転覆とみなし、1935年（昭和10年）第二次大本事件により再び投獄。なお第二審判決では重大な意味を持つ治安維持法違反について無罪、1942年（昭和17年）に保釈出所。不敬罪については大審院まで持ち込まれたが、1945年（昭和20年）10月17日には、敗戦による大赦令で無効になった。

## 所在
昭和神聖会の総本部は東京市四谷区愛住町七六にあった。
事務所は交詢社ビル。

## 思想
皇国思想に基づいて、「祭政一致の確立を期す」ものであった（綱領一条）。

### 綱領
一、皇道の本義に基き祭政一致の確立を期す
一、天祖の神勅並に聖詔を奉戴し、神国日本の大使命遂行を期す
一、万邦無比の国体を闡明し、皇道経済、皇道外交の確立を期す
一、皇道を国教と信奉し、国民教育、指導精神の確立を期す
一、国防の充実と農工商の隆昌を図り、国本の基礎確立を期す
一、神聖皇道を宣布発揚し、人類愛善の実践を期す